# لینیپیتیا
لینیپیتیا (به لاتین: Linipitiya) یک منطقهٔ مسکونی در سری‌لانکا است که در استان مرکزی (سری‌لانکا) واقع شده‌است.